# Allen G. Siegler
Pour les articles homonymes, voir Siegler.

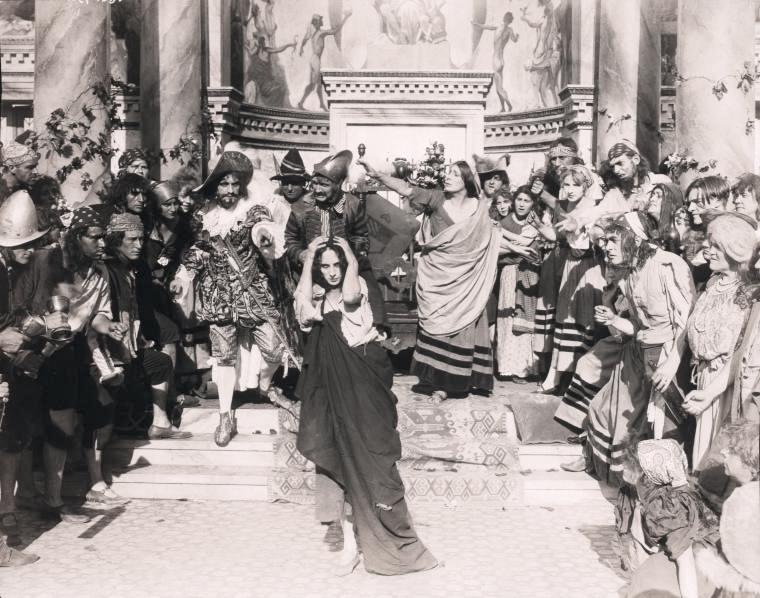
Anna Pavlova (au centre), dans La Muette de Portici (1916)

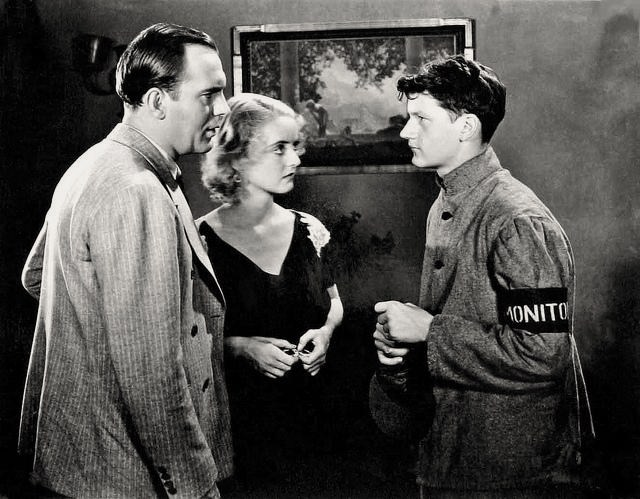
De g. à d. : Pat O'Brien, Bette Davis et Junior Durkin, dans Prisons d'enfants (1932)

Allen G. Siegler, né le 26 juin 1892 à Newark (New Jersey), mort le 21 septembre 1960 à Los Angeles (Californie), est un directeur de la photographie américain, membre de l'ASC.

## Biographie
Allen G. Siegler est chef opérateur de cent-quatre-vingt films américains, le premier sorti en 1914, dont près de soixante-dix films muets, des westerns et de nombreux courts métrages mettant en vedette Les Trois Stooges.
Mentionnons : Les Blés d'or de Tod Browning (1919, avec Thurston Hall et David Butler) ; Quand on a vingt ans de Wesley Ruggles (1925, avec Clara Bow) ; Le Chant du loup de Victor Fleming (1929, avec Gary Cooper et Lupe Vélez) ; Prisons d'enfants d'Howard Higgin (1932, avec Bette Davis et Pat O'Brien) ; ou encore The Devil Commands d'Edward Dmytryk (1941, avec Boris Karloff).
Sa dernière contribution est pour le film de science-fiction Unknown World, réalisé par Terry O. Morse et avec Victor Kilian, sorti en 1951.

## Filmographie partielle
- 1914 : The Twin's Double de Grace Cunard et Francis Ford (court métrage)
- 1916 : La Muette de Portici (The Dumb Girl of Portici) de Phillips Smalley et Lois Weber
- 1917 : Hand That Rocks the Craddle de Phillips Smalley et Lois Weber
- 1917 : Le Contraste (The Price of a Good Time) de Lois Weber et Phillips Smalley
- 1918 : Le Mignard (Danger, Go Slow) de Robert Z. Leonard
- 1918 : The Red, Red Heart de Wilfred Lucas
- 1918 : Amour moderne (Modern Love) de Robert Z. Leonard
- 1918 : The Doctor and the Woman de Phillips Smalley et Lois Weber
- 1919 : Les Blés d'or (The Unpainted Woman) de Tod Browning (+ intertitres)
- 1919 : Un délicieux petit diable (The Delicious Little Devil) de Robert Z. Leonard
- 1919 : The Weaker Vessel de Paul Powell
- 1920 : April Folly de Robert Z. Leonard
- 1921 : Les Rapaces (The Inside of the Cup) d'Albert Capellani
- 1921 : Over the Wire de Wesley Ruggles
- 1923 : L'Automne de la vie (The Dangerous Age) de John M. Stahl
- 1923 : Slippy McGee de Wesley Ruggles
- 1923 : Unseeing Eyes d'Edward H. Griffith
- 1924 : Through the Dark de George W. Hill
- 1925 : Quand on a vingt ans (The Plastic Age) de Wesley Ruggles
- 1925 : Contraband d'Alan Crosland
- 1925 : My Lady's Lips de James P. Hogan
- 1925 : The Fighting Sheriff de J. P. McGowan
- 1925 : Faint Perfume de Louis J. Gasnier
- 1926 : Kosher Kitty Kelly de James W. Horne
- 1926 : Laddie de James Leo Meehan
- 1926 : Breed of the Sea de Ralph Ince
- 1927 : The Magic Garden de James Leo Meehan
- 1927 : Naughty Nanette de James Leo Meehan
- 1927 : L'Insurgé (Jesse James) de Lloyd Ingraham
- 1928 : Driftin' Sands de Wallace Fox
- 1928 : The Devil's Trademark de James Leo Meehan
- 1928 : The Big Hop de James W. Horne
- 1928 : Le Cœur et la Dot (Someone to Love) de F. Richard Jones
- 1929 : Le Chant du loup (The Wolf Song) de Victor Fleming
- 1929 : Pointed Heels d'A. Edward Sutherland
- 1930 : Take the Heir de Lloyd Ingraham
- 1930 : Slighty Scarlet de Louis J. Gasnier et Edwin H. Knopf
- 1930 : L'Énigmatique Monsieur Parkes de Louis J. Gasnier (version française de Slighty Scarlet)
- 1930 : The Social Lion d'A. Edward Sutherland
- 1930 : Anybody's War de Richard Wallace
- 1930 : Love Among the Millionaires de Frank Tuttle
- 1930 : Sea Legs de Victor Heerman
- 1931 : June Moon d'A. Edward Sutherland
- 1932 : Make Me a Star de William Beaudine
- 1932 : Prisons d'enfants (Hell's House) d'Howard Higgin
- 1933 :  Whirlwind (en) de D. Ross Lederman
- 1933 : Damaged Lives d'Edgar G. Ulmer
- 1933 : Unknown Valley de Lambert Hillyer
- 1933 : Moi et le Baron (Meet the Baron) de Walter Lang
- 1934 : Speed Wings (en) d'Otto Brower
- 1934 : L'amour triomphe (The Crime of Helen Stanley) de D. Ross Lederman
- 1934 : Against the Law de Lambert Hillyer
- 1934 : Fugitive Lady d'Albert S. Rogell
- 1934 : L'Ultime Sacrifice (Mills of the Gods) de Roy William Neill
- 1935 : Poochy ou Pour garder son enfant (Carnival) de Walter Lang
- 1935 : Death Flies East (en) de Phil Rosen
- 1935 : Party Wire d'Erle C. Kenton
- 1935 : Case of the Missing Man de D. Ross Lederman
- 1936 : Roaming Lady d'Albert S. Rogell
- 1936 : Trapped by Television de Del Lord
- 1936 : La Femme au diamant (Counterfeit Lady) de D. Ross Lederman
- 1937 : The Devil is driving d'Harry Lachman
- 1937 : It Can't Last Forever d'Hamilton MacFadden
- 1938 : Zorro l'homme-araignée (The Spider's Web) de James W. Horne et Ray Taylor
- 1938 : City Streets d'Albert S. Rogell
- 1938 : West of the Santa Fe de Sam Nelson
- 1938 : The Lady Objects d'Erle C. Kenton
- 1938 : Chasseurs d'espions (Smashing the Spy Ring) de Christy Cabanne
- 1939 : My Son is a Criminal de Charles C. Coleman
- 1939 : L'Empreinte du loup solitaire (The Lone Wolf Spy Hunt) de Peter Godfrey
- 1939 : La Tragédie de la forêt rouge (Romance of the Redwoods) de Charles Vidor
- 1939 : Behind Prison Gates de Charles Barton
- 1939 : Beware Spooks ! d'Edward Sedgwick
- 1940 : Five Little Peppers at Home de Charles Barton
- 1940 : Military Academy de D. Ross Lederman
- 1941 : The Devil Commands d'Edward Dmytryk
- 1941 : Shadows on the Stairs de D. Ross Lederman
- 1946 : Le Baiser de la mort (The Secret of the Whistler) de George Sherman
- 1947 : Devil Ship de Lew Landers
- 1947 : Telle mère, telle fille (Millie's Daughter) de Sidney Salkow
- 1947 : The Lone Wolf in Mexico (en) de D. Ross Lederman
- 1948 : Inner Sanctum de Lew Landers
- 1948 : Port Said de Reginald Le Borg
- 1949 : Air Hostess' de Lew Landers
- 1951 : Unknown World de Terry O. Morse